# Dnistryk-Dubovyj
Dnistryk-Dubovyj (ukrajinsky Дністрик-Дубовий, polsky Dniestrzyk Dębowy) je ves v městské komunitě Turka v Sambirském rajónu ve Lvovské oblasti na Ukrajině. V období mezi dvěma světovými válkami byla ves součástí druhé Polské republiky.

## Osobnosti
- Jaroslav Kmicikievič, československý legionář, plukovník československé armády[1][2]